# Günter Flauger
Günter Flauger (* 9. August 1936 in Klingenthal) ist ein ehemaliger deutscher Nordischer Kombinierer.
Er trat bei den Olympischen Winterspielen 1960 in Squaw Valley in der Nordischen Kombination für die Gesamtdeutsche Mannschaft an. Er flog auf Rang 24. Flauger wurde 1959, 1960 und 1961 DDR-Meister in der Nordischen Kombination.